# Pont-de-Larn
Pont-de-Larn è un comune francese di 2 962 abitanti situato nel dipartimento del Tarn nella regione dell'Occitania.

## Società

### Evoluzione demografica
Abitanti censiti